# Charles Cole
Charles „Charlie” Cole (ur. 21 czerwca 1986 w Nowym Jorku) – amerykański wioślarz, brązowy medalista olimpijski.

## Osiągnięcia
- Mistrzostwa Świata Juniorów – Ateny 2003 – ósemka – 2. miejsce
- Mistrzostwa Świata Juniorów – Banyoles 2004 – ósemka – 5. miejsce
- Mistrzostwa Świata U-23 – Hazewinkel 2006 – czwórka podwójna – 14. miejsce
- Mistrzostwa Świata U-23 – Glasgow 2007 – ósemka – 4. miejsce
- Mistrzostwa Świata – Poznań 2009 – dwójka bez sternika – 5. miejsce
- Mistrzostwa Świata – Hamilton 2010 – ósemka – 6. miejsce
- Mistrzostwa Świata – Bled 2011 – czwórka bez sternika – 4. miejsce
- Igrzyska olimpijskie – Londyn 2012 – czwórka bez sternika – 3. miejsce